# Соколовские
Соколовские (пол. Sokołowski) — дворянский род.

Польский герб Соколовский

Фамилии Соколовских, как в грамоте Польского Короля Яна III показано, Стефан Соколовский, за оказанные услуги в военных делах в 1675 году пожалован Стражником Смоленским.
В 1694 году по указу Великих Государей, велено Козму Соколовского написать Стольником, служить ему с Смоленскою шляхтою и в Смоленску в соборной церкви по чиновной книге привести его к вере; а в 1696 году по грамоте Великих Государей, отказано за ним Козмою Соколовским поместье. Потомки сего рода Соколовские также находились в Российской службе в разных чинах.
Определением Смоленского Дворянского Собрания род Соколовских внесён в родословную дворянскую книгу, в 6-ю часть, древнего дворянства.

## Описание герба
В щите, имеющем красное поле изображена бычачья голова, пронзенная серебряным мечом. Щит увенчан обыкновенным дворянским шлемом с дворянскою на нём короною, на поверхности которой видна рука с саблею.
Намёт на щите красный, подложенный серебром. Герб рода Соколовских внесён в Часть 5 Общего гербовника дворянских родов Всероссийской империи, стр. 114